# Arachnophaga brasiliensis
Arachnophaga brasiliensis is een vliesvleugelig insect uit de familie Eupelmidae. De wetenschappelijke naam is voor het eerst geldig gepubliceerd in 1904 door Ashmead. Zoals de wetenschappelijke naam al doet vermoeden, komt deze soort voor in Brazilië. Meer specifiek in de staat Pernambuco.